# Conus klemae
Espèce
Statut de conservation UICN

 LC  : Préoccupation mineure
Conus klemae est une espèce de mollusques gastéropodes marins de la famille des Conidae.
Comme toutes les espèces du genre Conus, ces escargots sont prédateurs et venimeux. Ils sont capables de « piquer » les humains et doivent donc être manipulés avec précaution, voire pas du tout.

## Description
La taille de la coquille varie entre 25 mm et 86 mm.

## Distribution
Cette espèce marine est endémique de l'Australie du Sud et de l'Australie occidentale.

### Niveau de risque d’extinction de l’espèce
Selon l'analyse de l'UICN réalisée en 2011 pour la définition du niveau de risque d'extinction, cette espèce est présente de Corny Point (Australie-Méridionale) au nord de Perth (Australie-Occidentale). On la trouve à des profondeurs intertidales allant jusqu'à 100 m. On considère que cette espèce est assez peu abondante dans toute son aire de répartition. La fréquence de cet escargot conique ne reflète pas son prix et sa présence sur le marché des coquillages car seuls les spécimens de première qualité sont généralement vendus, qui commandent un prix élevé, et ne sont pas considérés comme peu communs. Il n'y a pas de menaces connues pour affecter cette espèce et de grandes parties de l'aire de répartition de cette espèce chevauchent des parcs nationaux et des zones protégées. Elle est classée comme étant de préoccupation mineure.

## Taxonomie

### Publication originale
L'espèce Conus klemae a été décrite pour la première fois en 1953 par le malacologiste B. C Cotton dans la publication intitulée « Transactions of the Royal Society of South Australia »,.

### Synonymes
- Continuconus klemae (Cotton, 1953) · non accepté
- Conus (Klemaeconus) klemae (Cotton, 1953) · appellation alternative
- Conus coralinus Habe & Kosuge, 1970 · non accepté
- Floraconus klemae (Cotton, 1953) · non accepté
- Klemaeconus klemae (Cotton, 1953) · non accepté
- Rhizoconus klemae Cotton, 1953 · non accepté (combinaison originale)